# Михайлівка (Краснопільська селищна громада)
Миха́йлівка —  село в Україні, у Краснопільській селищній громаді Сумського району Сумської області. Населення становить 159 осіб. Орган місцевого самоврядування — Краснопільська селищна рада.

## Географія
Село Михайлівка розатшоване на березі річки Сироватка (головним чином на правому березі), вище за течією на відстані 0.5 км розташоване село Покровка, нижче за течією примикає селище Краснопілля.
На річці велика загата.

## Історія
- Село постраждало внаслідок геноциду українського народу, проведеного урядом СССР 1923-1933 та 1946-1947 роках.
- 12 червня 2020 року, відповідно до розпорядження Кабінету Міністрів України № 723-р «Про визначення адміністративних центрів та затвердження територій територіальних громад Сумської області», село увійшло до складу Краснопільської селищної громади[1].
- 19 липня 2020 року, в результаті адміністративно-територіальної реформи та ліквідації Краснопільського району, увійшло до складу новоутвореного Сумського району[2].

## Персоналії
Бурсук Віталій Миколайович — український військовик, учасник російсько-української війни.